# Corbata de lazo

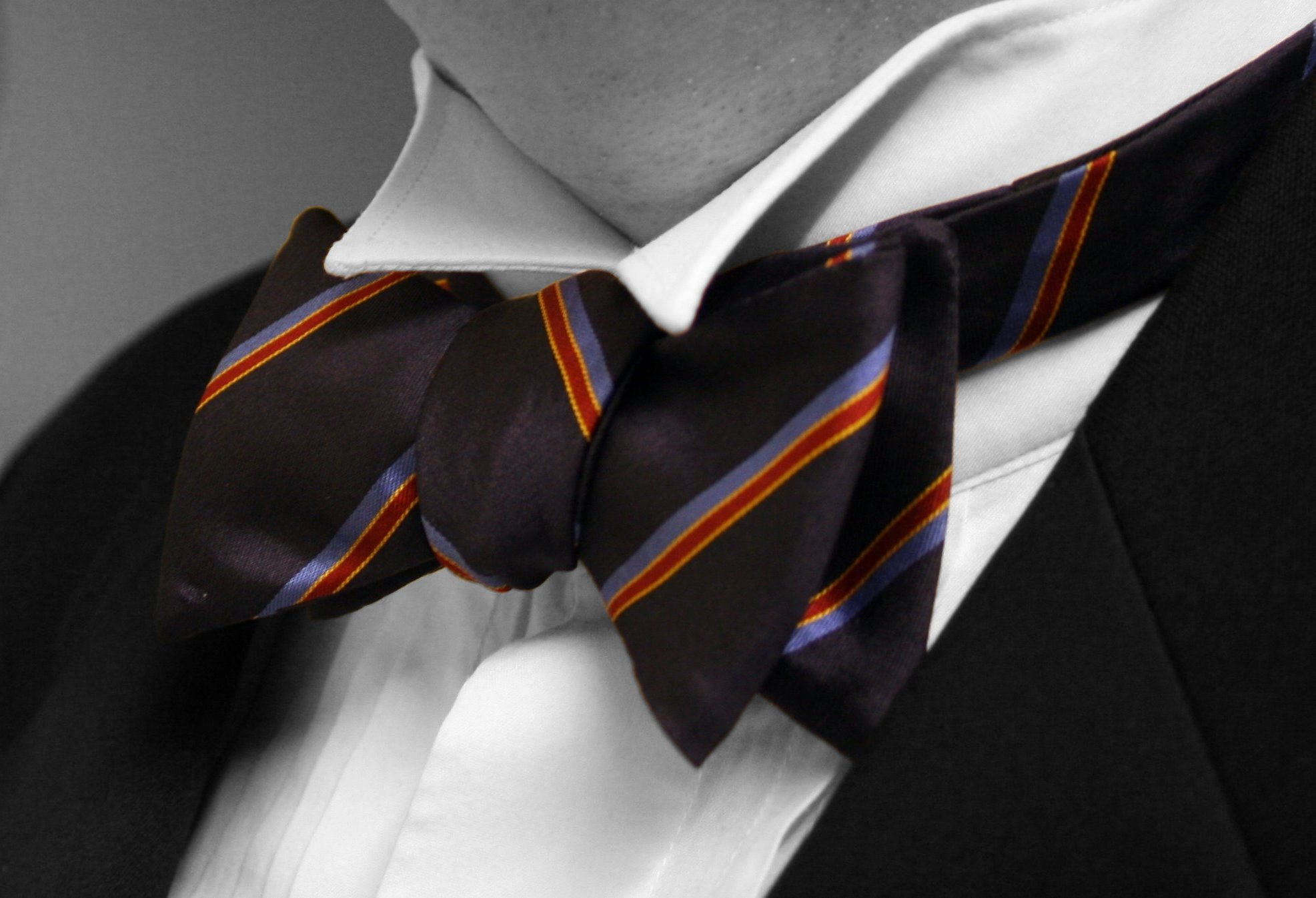
Corbatín puesto.

El corbatín, corbata de moño, moño, corbata michi, corbata de lazo, moñita, pajarita o humita es un accesorio de moda masculino y femenino usado habitualmente con vestimenta formal, como frac o esmoquin. Consiste en una cinta de tela atada alrededor del cuello de manera simétrica, de tal modo que los extremos opuestos forman dos lazos. También están disponibles las corbatas de lazo previamente atadas, en las cuales el lazo se cose para darle su forma distintiva y la cinta alrededor del cuello se une gracias a un clip. La alternativa tradicional, que consiste en una sola tira de tela, se puede conocer como la modalidad de «atarla uno mismo». 
Los corbatines, como las corbatas, se pueden hacer de seda, poliéster, algodón, o una mezcla de tejidos, aunque algunas telas (p.ej. lana) son mucho menos comunes para las corbata de lazo que para las corbatas ordinarias.

## Denominaciones en idioma español
| Países                                                 | Denominaciones                            |
| ------------------------------------------------------ | ----------------------------------------- |
| Argentina · Paraguay · Uruguay                         | Moño Moña Moño                            |
| Chile                                                  | Humita                                    |
| Colombia · Honduras · Nicaragua · República Dominicana | Corbatín                                  |
| España                                                 | Pajarita Corbata de lazo Lazo de esmoquin |
| México                                                 | Corbata de moño Moño Pajarita             |
| Panamá                                                 | Corbata de gatito Chinchorro              |
| Perú                                                   | Corbata michi                             |
| Venezuela                                              | Hallaquita Lacito Corbatín                |

## Origen e historia
La pajarita se originó entre los mercenarios croatas durante la Guerra de los Treinta Años del siglo XVII: los mercenarios croatas usaban un pañuelo alrededor del cuello para sujetar la abertura de sus camisas. Esto fue pronto adoptado (bajo el nombre de corbata, derivado del francés cravate ‘croata’) por las clases altas en Francia, entonces un líder en la moda, y floreció en los siglos XVIII y XIX. No se sabe si la corbata evolucionó hacia la pajarita y la corbata de cuatro en la mano, o si la corbata dio lugar a la corbata de moño, que a su vez dio lugar a la corbata de cuatro en la mano.
Las pajaritas más tradicionales suelen tener una longitud fija y están hechas para un tamaño de cuello específico. Los tamaños pueden variar entre aproximadamente 14 y 19 pulgadas como con un cuello de camisa comparable. Se prefieren las pajaritas de longitud fija cuando se usan con las camisas de cuello de ala más formales, para no exponer la hebilla o el broche de una pajarita ajustable. Las pajaritas ajustables son el estándar cuando la corbata se va a usar con una camisa de cuello recostado menos formal que oscurece la banda para el cuello de la corbata. Las pajaritas ajustables «talla única» son una invención posterior que ayuda a moderar los costos de producción.
Es incierto si el pañuelo se convirtió entonces en corbata de lazo y corbata, o si el pañuelo dio lugar a la corbata de lazo, que a su vez condujo a la corbata.

## Usos
La corbata de moño puede ser utilizada en cuatro situaciones:
- Esmoquin o Dinner Jacket
- En el trabajo
- Fiestas informales
- Fiestas en la que no sea forzoso el uso de esmoquin

## Actualidad

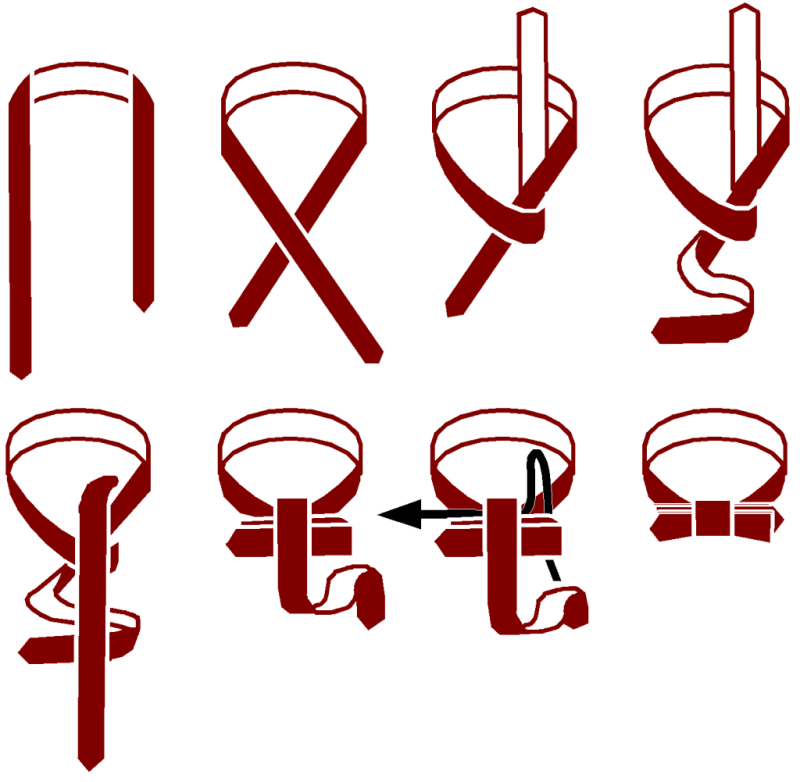
Cómo hacer una corbata de lazo.

Aunque la corbata se ha vuelto más popular en la sociedad de hoy en día, siendo utilizada en funciones formales, escuelas e incluso en el hogar, la corbata de lazo está haciendo una reaparición en acontecimientos lúdico-formales tales como fiestas de noche y cócteles y noches fuera en la ciudad. Las corbatas de lazo siguen siendo populares entre los hombres de todas las edades en el sur de Estados Unidos. Sigue siendo también mucho más común usar una corbata de lazo con un esmoquin que usar una corbata; la corbata de lazo era previamente el único complemento de cuello apropiado para un esmoquin.

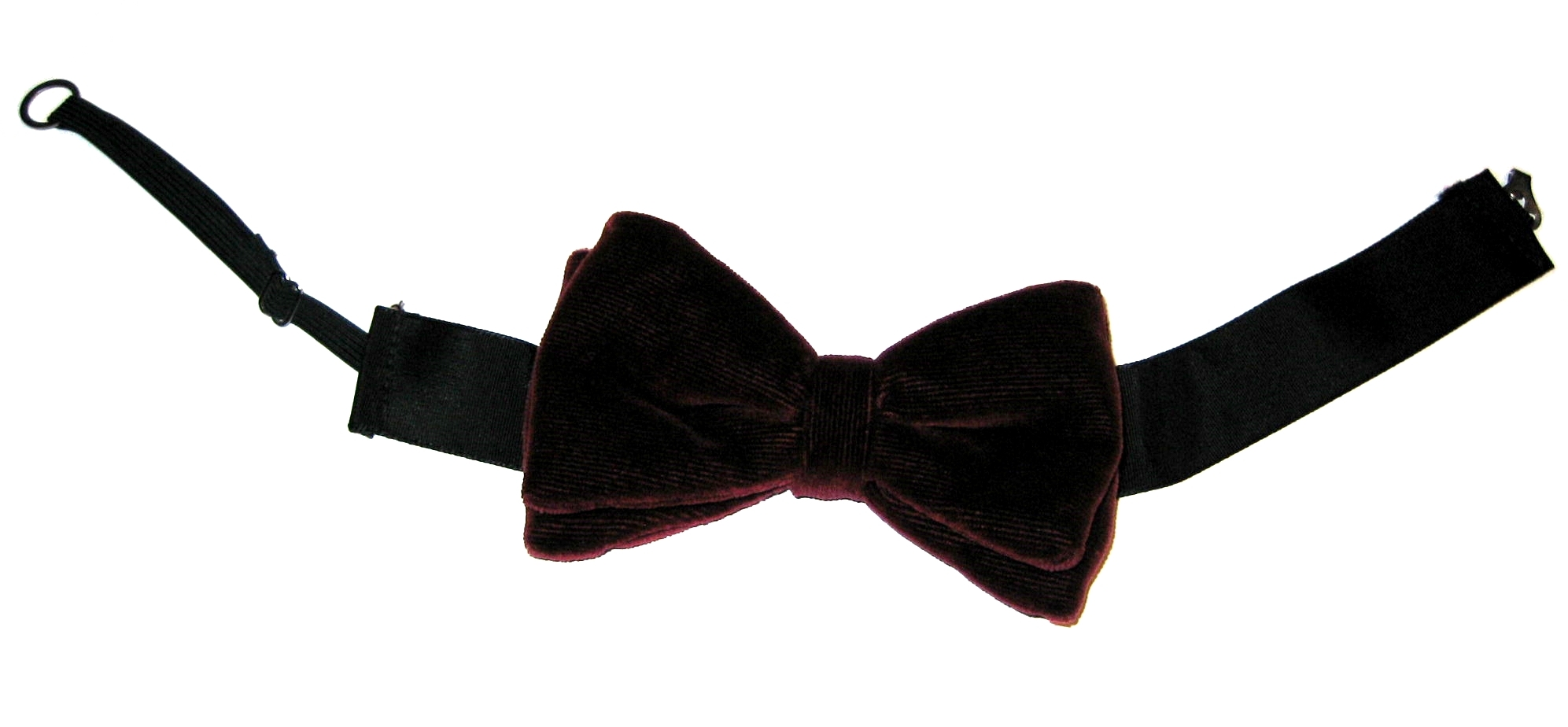
Corbata de lazo preatada

El código de vestido denominado de «corbata negra», en países anglosajones, requiere el uso de la corbata de lazo, aunque, paradójicamente, actualmente no necesita ser siempre negra. El traje militar de cena incorpora una corbata de lazo, que debe ser siempre del tipo «atársela uno mismo».
Las corbatas de lazo son tenidas a menudo en la cultura popular como artículos sofisticados, como las usadas por el espía de ficción James Bond. Sin embargo, también se han adoptado para los trajes de payasos y de strippers masculinos, y tales asociaciones han prestado a las corbatas de lazo una imagen menos seria.

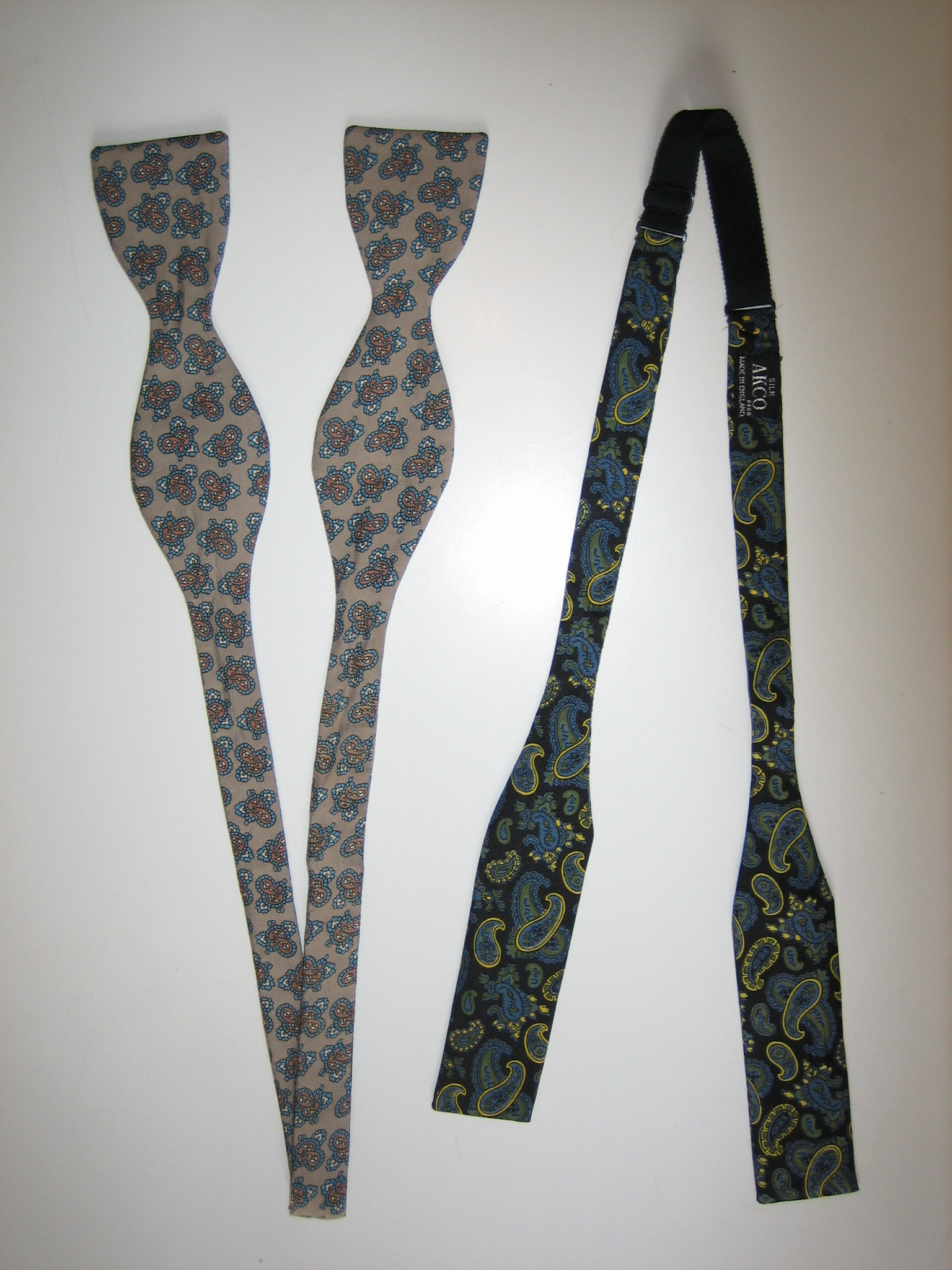
Corbata de lazo de atar de tipo «cardo» y «murciélago».

Si se elige una corbata de lazo para atar uno mismo, generalmente existen dos formas disponibles: 
- el ala de «murciélago», que tiene los dos extremos simétricos como un bate de críquet.
- el «cardo», conocido a veces como «la mariposa».

Cuál de ellas se use, es una cuestión de preferencia personal. Existen algunas otras formas, por ejemplo, con finales acentuados en ambos extremos. 
Todas estas son del tipo de dos extremos paralelos. Sin embargo, de vez en cuando se ven corbatas de lazo en las cuales solamente un extremo se ensancha para dar la forma de bate o mariposa y el otro permanece delgado. Atar uno de éstos requiere una cuidadosa dedicación, para asegurar que el extremo más amplio termine delante del más fino.
Es común el uso de la pajarita o corbata de lazo en el personal de servicio de los bares y restaurantes (camareros).